# Bowenia spectabilis
Espèce
Statut de conservation UICN

 LC  : Préoccupation mineure
Statut CITES
Bowenia spectabilis est une espèce de cycas de la famille des Zamiaceae. Il est endémique au Queensland, Australie (Cook, North Kennedy). C'est une plante vivace, sous-arbustive qui pousse principalement dans le biome tropical humide.

## Habitat
Bowenia spectabilis se trouve dans le nord-est du Queensland, depuis la chaîne McIlwraith sur la péninsule du Cap York au sud jusqu'à  Tully. Son habitat naturel est la forêt de plaines humides subtropicales ou tropicales, poussant à proximité des ruisseaux et sur les pentes abritées des forêts de sclérophylle humides des basses terres, mais également à une altitude allant jusqu'à 700 mètres dans la région des Tablelands.

## Utilisation
Le livre de 1889 « Les plantes indigènes utiles d'Australie » rapporte que le rhizome semblable à l'igname est utilisé pour l'alimentation par les Australiens autochtones.

## Galerie
Dans le Queensland en Australie

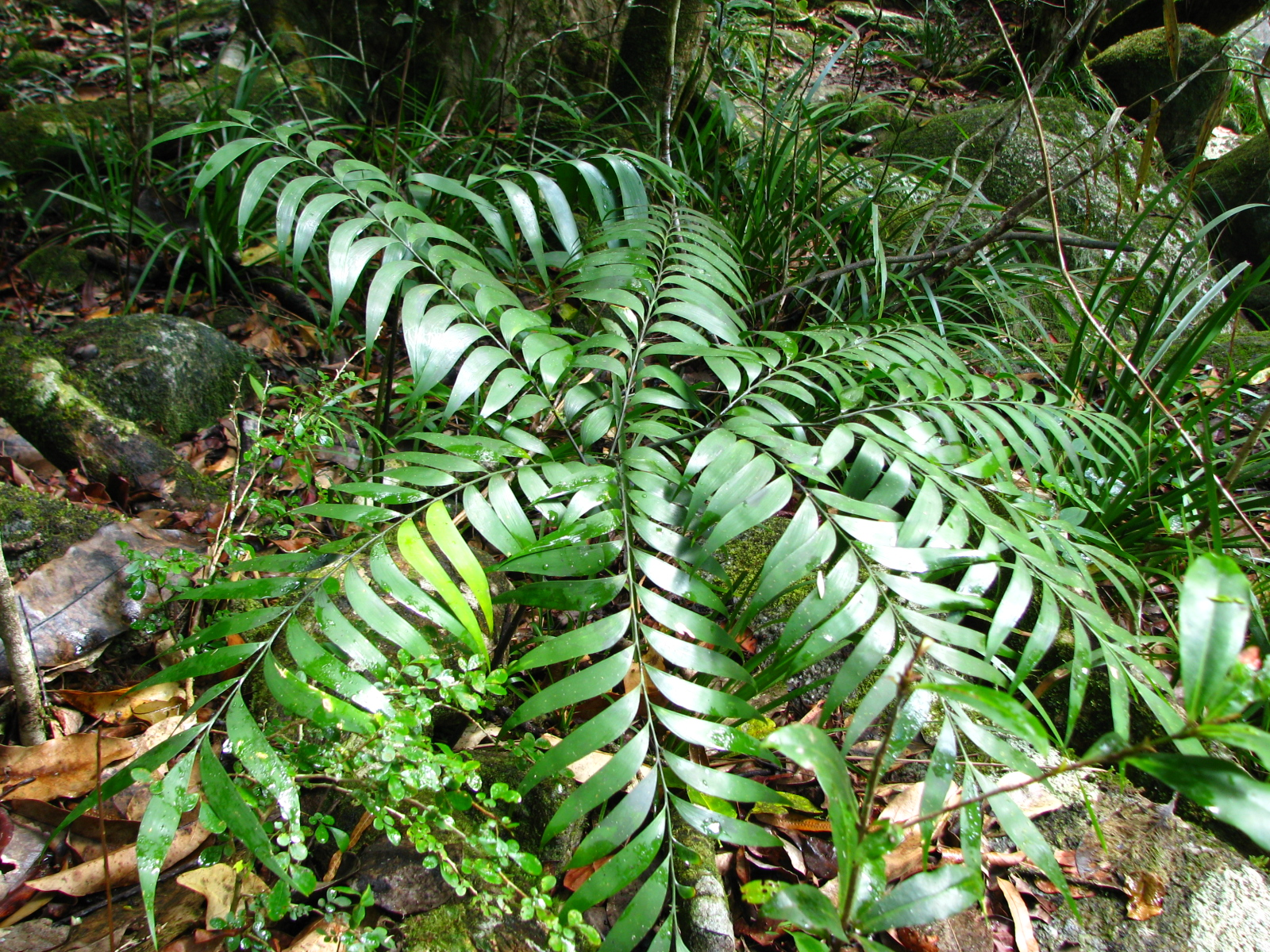
Bowenia spectabilis à Mossman Gorge,
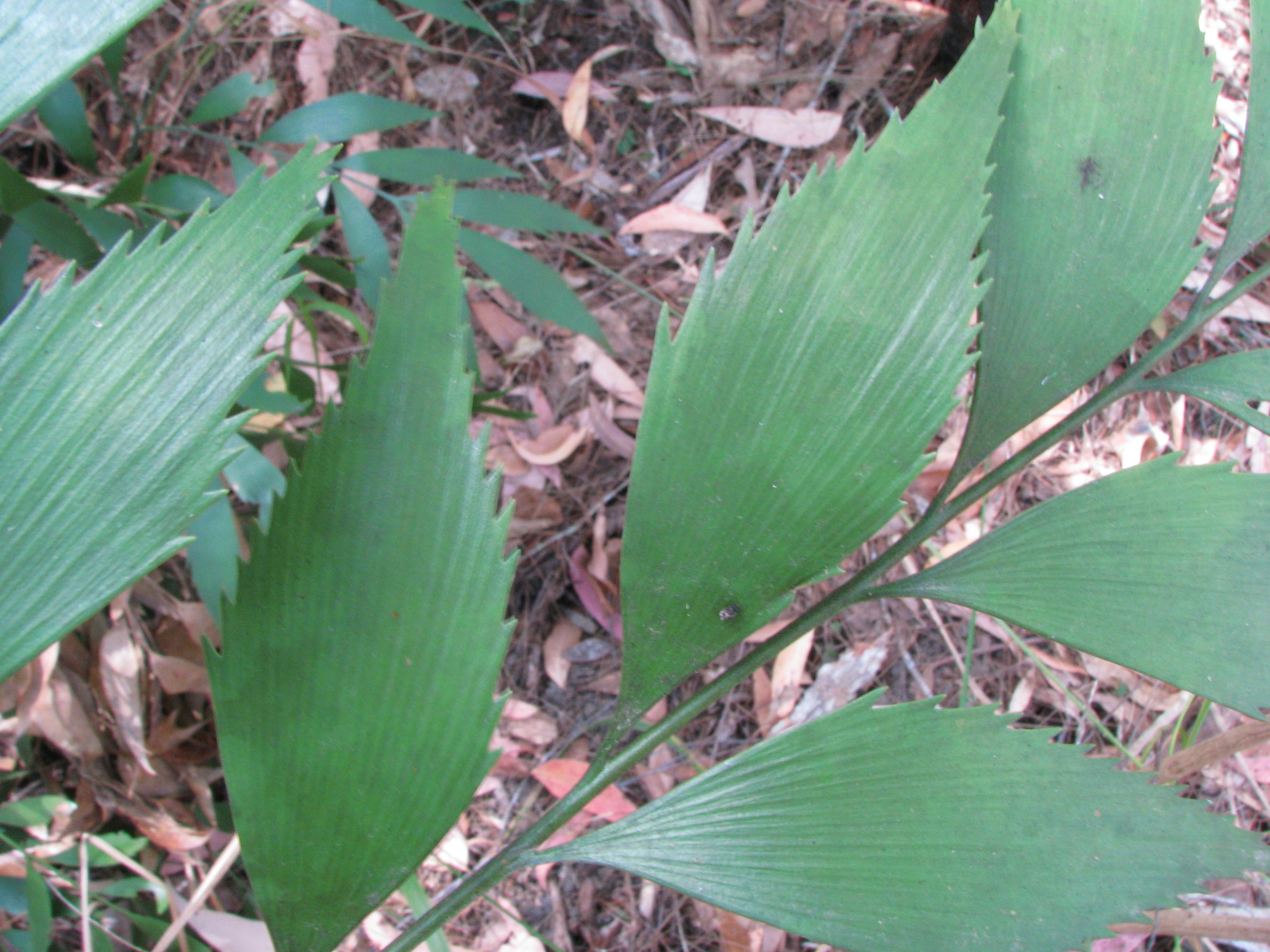
Marge serrée des pennes sur une plante sauvage de la forme du lac Tinaroo
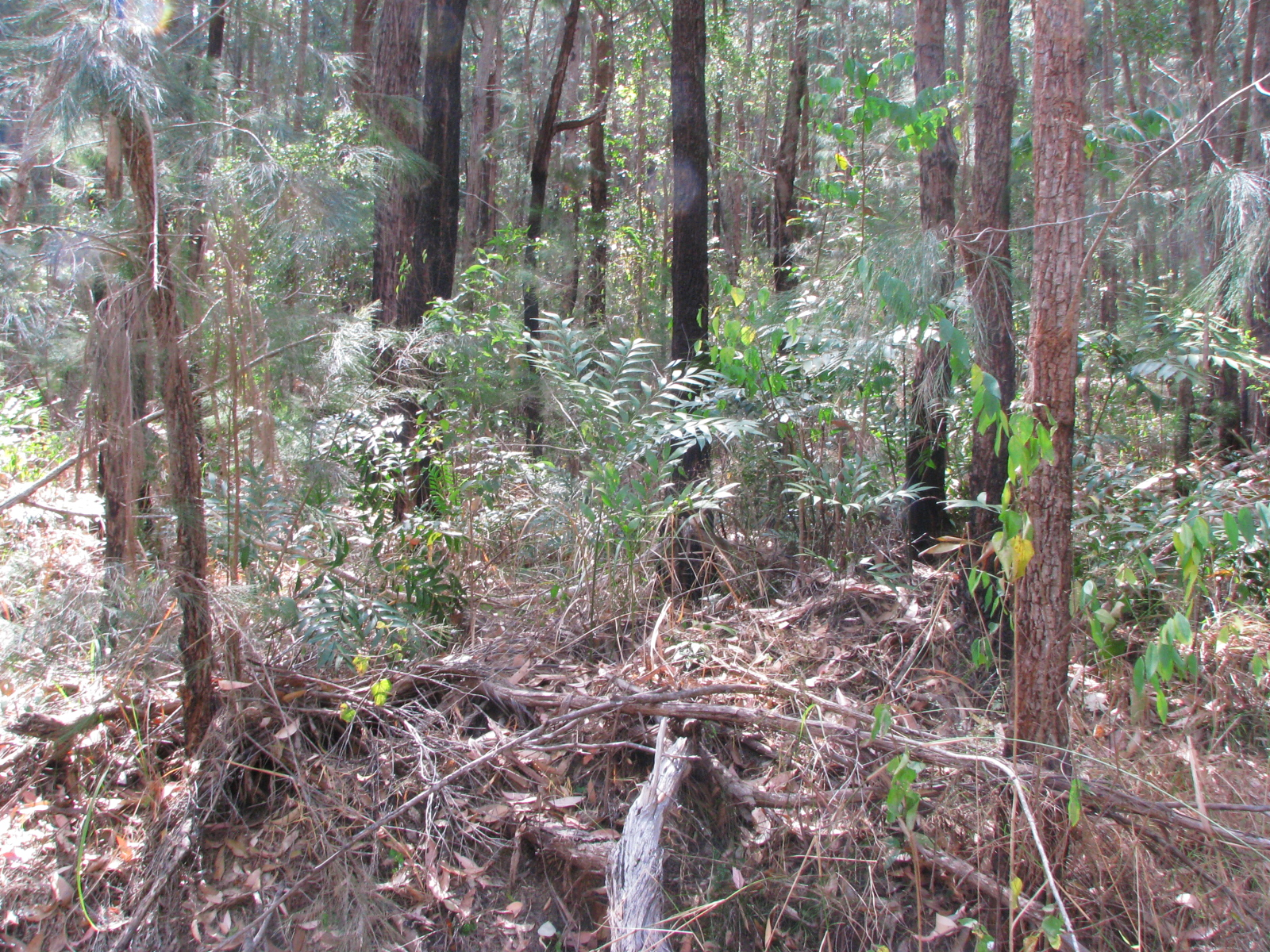
Bowenia près du Lac Tinaroo,
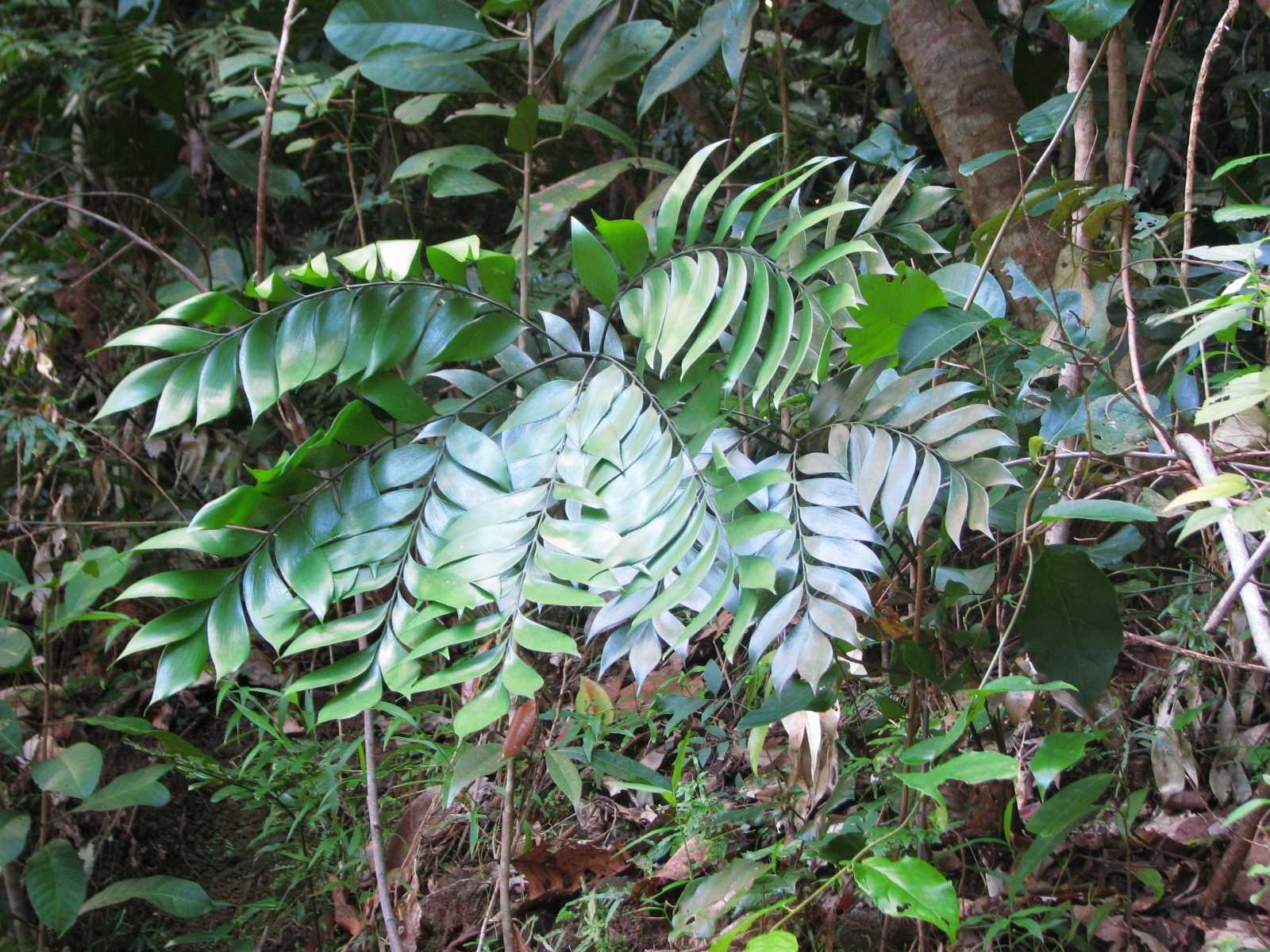
Bowenia spectabilis dans la forêt tropicale de Daintree

## Liste des variétés
Selon GBIF (31 janvier 2024) :
- Bowenia spectabilis var. serrulata Andre, 1879

## Systématique
Le nom correct complet (avec auteur) de ce taxon est Bowenia spectabilis Hook. ex Hook.f..
Bowenia spectabilis a pour synonyme :
- Bowenia spectabilis var. spectabilis